# Cees de Veer
C.J.M. (Cees) de Veer (1945) is een Nederlandse Luitenant-generaal buiten dienst van de Luchtmacht.
De Veer begon zijn carrière in 1965 als cadet bij de Koninklijke Militaire Academie te Breda.
In zijn carrière vervulde hij diverse functies, onder andere bij verschillende afdelingen van de luchtmachtstaf in Den Haag, op de Luchtmacht Stafschool en diverse vliegbases. Sinds het begin van de jaren negentig is generaal De Veer onder meer werkzaam geweest als plaatsvervangend gouverneur van de KMA, directeur Plannen en Beleidsontwikkeling bij het Directoraat-generaal Personeel en directeur Personeel van de Koninklijke Luchtmacht.
De Veer was van 1 januari 1999 tot en met 11 december 2003 inspecteur-generaal der Krijgsmacht (IGK). Tijdens zijn afscheid als IGK werd hij benoemd tot Officier in de Orde van Oranje-Nassau met de Zwaarden.
Na zijn pensionering kocht hij het molenaarshuis bij de Zuidhollandse Molen in Hank. Hij is voorzitter van de raad van toezicht van de  Koninklijke Luchtmacht Historische Vlucht, die als doelstelling heeft 'historische vliegtuigen, die een rol hebben gespeeld bij de Nederlandse Luchtstrijdkrachten, in vliegende staat te brengen en te houden. Hij is bovendien secretaris van de Raad van Bestuur van het vfonds. Ook maakt hij als vicevoorzitter namens de werkgevers deel uit van het bestuur van de Stichting Pensioenfonds ABP.

## Onderscheidingen
- Officier in de Orde van Oranje-Nassau met de Zwaarden (2003)
- Ereteken voor Verdienste in goud (2018)
- Onderscheidingsteken voor Langdurige Dienst als officier
- Inhuldigingsmedaille 1980